# Saúl Jarlip
Saúl Jarlip (Buenos Aires, 28 de diciembre de 1924 - Ibídem; 11 de septiembre de 2002) fue un actor argentino.

## Carrera profesional
Había nacido en el barrio de Villa Crespo y de niño concurrió al Teatro Infantil Labardén, junto a otros que luego triunfaron en la actuación, tales como Juan Carlos Altavista y Julia Sandoval.
A mediados de la década de 1940 el director Carlos Borcosque lo seleccionó entre los jóvenes debutantes que actuaron en su filme Cuando en el cielo pasen lista, comenzando así su carrera profesional que, por razones económicas, alternaba con la de vendedor ambulante de cuadros.  Trabajó en Escuela de campeones, Crisol de hombres, Ellos nos hicieron así, Sinfonía de juventud, El gordo Villanueva, en La maffia (1972) dirigido por Leopoldo Torre Nilsson y en Nazareno Cruz y el lobo (1975) dirigido por Leonardo Favio. Recién volvió al cine años después, convocado por Carlos Galettini para Se acabó el curro (1983) y luego vino su última película, ¿Quién está matando a los gorriones? (2000) de la directora debutante Patricia Martín García.  
En algunas ocasiones participó en elencos del ya legendario Teatro del Pueblo -tuvo un destacado papel en la obra Pelo de zanahoria, de Jules Renard- e integrando la compañía encabezada por Nélida Quiroga actuó en 1949 en el Teatro Argentino en la obra El Puente, de Carlos Gorostiza, con la dirección de Armando Discépolo.
La vida de Saúl Jarlip estuvo signada por cierto aire bohemio trasnochado, por la constante falta de dinero y, fundamentalmente, por su amor a la profesión de actor. Por carecer de recursos económicos vivía en la Casa del Teatro y falleció el 11 de septiembre de 2002.

## Filmografía
- Rosarigasinos (2001) dir. Rodrigo Grande…Ramoncito Fernández
- ¿Quién está matando a los gorriones? (2001) dir. Patricia Martín García
- Se acabó el curro (1983) dir. Carlos Galettini
- Espérame mucho (1973) dir. Juan José Jusid
- Nazareno Cruz y el lobo (1975) dir. Leonardo Favio …El viejo Pancho
- Los siete locos (1973) dir. Leopoldo Torre Nilsson
- La maffia (1972) dir. Leopoldo Torre Nilsson …Dino Marchesi
- Olga, la hija de aquella princesa rusa (1972) dir. Diego Santillán
- El hombre del año (1970) dir. Kurt Land
- El gordo Villanueva (1964) dir. Julio Saraceni
- Alias Gardelito (1961) dir. Lautaro Murúa
- Asalto en la ciudad (1961) dir. Carlos Cores …Pablo
- Los acusados (1960) dir. Antonio Cunill (h) …Ratero
- Sinfonía de juventud (1955) dir. Oscar Carchano
- Crisol de hombres (1954) dir. Arturo Gemmiti
- Ellos nos hicieron así (1953) dir. Mario Soffici
- Escuela de campeones (1950) dir. Ralph Pappier
- Cuando en el cielo pasen lista (1945) dir. Carlos Borcosque